# Podocampa bottimeri
Podocampa bottimeri är en urinsektsart som beskrevs av Otto Conde och Geeraert 1962. Podocampa bottimeri ingår i släktet Podocampa och familjen Campodeidae. Inga underarter finns listade i Catalogue of Life.